# Cropia minthe
Cropia minthe là một loài bướm đêm trong họ Noctuidae.